# Друштво македонских писаца
Друштво Македонских писаца (скраћено ДПМ) професионално је удружење писаца из Северне Македоније. Друштво је основано 13. фебруара 1947. године, а оснивачи су били: Васил Иљоски, Славко Јаневски, Блаже Конески, Ристо Крле, Владо Малески, Димитар Митрев, Иван Точко, Коле Чашуле и Ацо Шопов. За првог председника ДПМ био је изабран Блаже Конески.
Председник удружења у два мандата био је Гане Тодоровски (1969—1971 и 1985—1986). Од јуна 2004. до маја 2006. године на челу ДПМ био је Трајан Петровски, који је на ту функцију дошао наследивши Вела Смилевског. Од маја 2006. године, председник ДПМ је Јован Павловски, који је претходно имао 2 мандата на челу председника ДПМ. Друштво издаје и часопис „Стожер“.

## Награде
ДПМ додељује неколико књижевних награда:
- „Ацо Шопов“ — за најбољу поетску књигу
- „Стале Попов“ — за најуспешнију прозну књигу
- „Димитар Митрев“ — за најбољу књижевну критику
- „Ванчо Николески“ — за најуспешнију книгу за децу
- „Книжевен жезол“ — за поески опус виших естетских вредности;
- „Книжевен мост“ — за рад објављен на неким од језика мањина у Северној Македонији